# 德米特里·莫素利夫斯基
德米特里·莫素利夫斯基（1985年4月30日－），生於白俄羅斯布列斯特，白俄羅斯足球運動員，司職前鋒，前白俄羅斯國家隊成員，出身於當地球會布列斯特迪納摩，於2012年1月轉投白俄羅斯著名球會鮑里索夫，曾在歐聯賽事攻破華倫西亞大門亦拿過白俄羅斯盃賽神射手獎，但自從在2014年盤骨受創休戰近兩年後未獲鮑里索夫重用直到2016年9月解除合約球員生涯首次外流來港加盟理文流浪， 不過他未能適應香港的訓練環境故與流浪解約離隊回歸母會布列斯特迪納摩，現時效力白俄羅斯足球超級聯賽球會布列斯特迪納摩。

## 榮譽
比斯特戴拿模
- 白俄羅斯盃（英语：2006–07 Belarusian Cup）（2006–07季度）

巴迪
- 白俄羅斯超級聯賽冠軍（2012、2013、2015、2016）
- 白俄羅斯超級盃冠軍（2013、2016）

## 外部連結
- Player profile at BATE site （页面存档备份，存于）
- Profile at Soccerway （页面存档备份，存于）